# Kronentaler
Der Kronentaler, auch Krontaler oder  Brabanter Taler (niederländisch: Kronenthaler; französisch: Couronne de Brabant oder Croison; italienisch: Tallero delle corone oder Crocione) ist eine große Silbermünze, die in Kriegs- und Krisenzeiten einen sicheren Wert darstellte. Geprägt wurde sie 1755–1780 in den Österreichischen Niederlanden, 1780–1812 in anderen Erbländern des Hauses Österreich-Lothringen sowie in England und 1809–1837 in süddeutschen Staaten.

## Maria Theresia, Franz I.

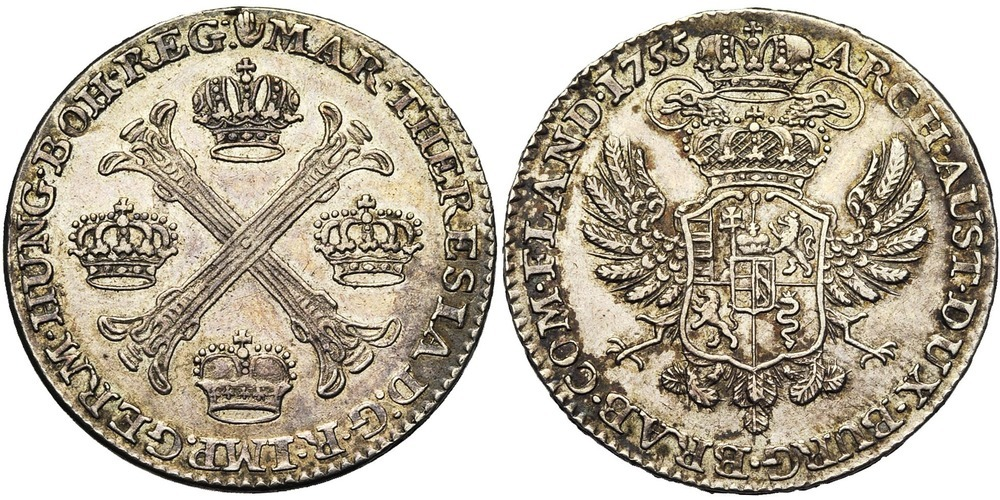
Maria Theresia: Halber Kronentaler, Antwerpen 1755.

In den Österreichischen Niederlanden löste der Kronentaler 1755 den 1618 eingeführten Ducaton (Raugewicht 33,23 g) ab. Diesem gegenüber hat er bei einem unveränderten Feingehalt von 873 ein reduziertes Raugewicht von 29,44 g. Der Durchmesser beträgt 40 mm. Gegenüber dem Konventionstaler gemäß der Münzkonvention von 1753 (Feingehalt 833, Raugewicht 28,06 g) war der Kronentaler leicht überbewertet.
Wie der in den Habsburgischen Niederlanden 1612–1712 geprägte Patagon oder Albertustaler ist der Kronentaler am Burgunderkreuz kenntlich. Bis zum Tod von Maria Theresias Gatten Kaiser Franz I. (1765) wurde ein Teil der Kronentaler auf dessen Namen geprägt. Bei den Prägungen Maria Theresias ist das Burgunderkreuz auf dem Avers zu sehen, während der Revers den Reichsadler (mit leeren Fängen) zeigt. Zwischen den Armen des Kreuzes befinden sich vier Kronen. Hingegen bildet bei den Kronentalern von Franz I. die Seite mit dem Reichsadler (mit Schwert und Zepter) den Avers, jene mit dem Burgunderkreuz den Revers. Den unteren Winkel des Kreuzes nimmt statt der vierten Krone der Orden vom Goldenen Vlies ein. Ganze und halbe Kronentaler beider Ehegatten wurden bis 1757/58 in Antwerpen (Münzstättenzeichen: Hand), von da an in Brüssel (Engelsköpfchen) geprägt.

## Joseph II., Leopold II., Franz II.

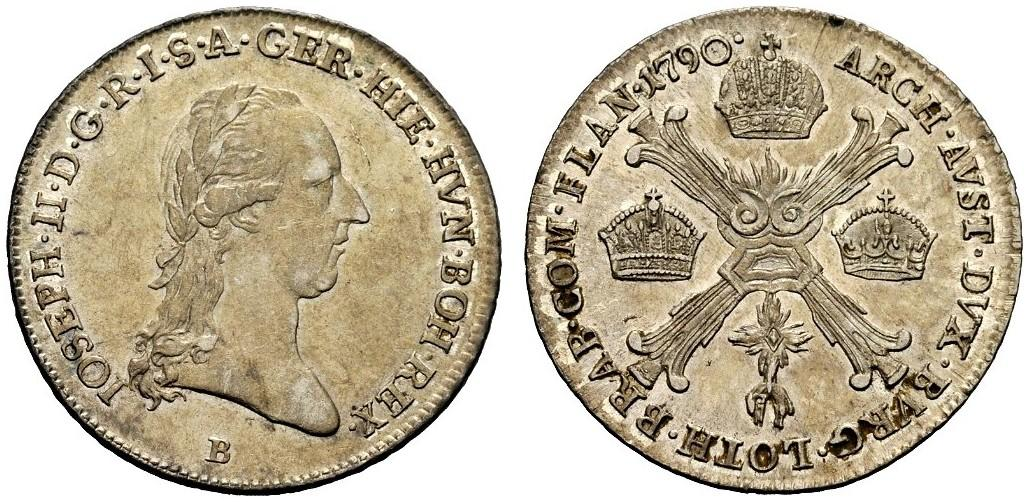
Joseph II.: Viertelkronentaler, Kremnica 1790.

Der Avers der Kronentaler der nachfolgenden Kaiser zeigt anstelle des Reichsadlers den Herrscherkopf. Statt in Brüssel prägte Joseph II. 1781–1790 ganze und 1786–1790 halbe Kronentaler in Wien (A), Kremnica (B) und Mailand (M). Neu wurde unter ihm 1788–1790 in Wien, Kremnica und Günzburg (H) die Prägung von Viertelkronentalern aufgenommen. Leopold II. prägte 1790–1792 ganze und halbe Kronentaler in Wien, Günzburg und Mailand, Viertelkronentaler in Wien, Kremnica und Günzburg.
Unter Franz II. wurde angesichts der militärischen Niederlagen gegen Frankreich ein Teil der Münzprägung in sekundäre Münzstätten verlagert. So gibt es ganze und halbe Kronentaler der Jahrgänge 1792–1800 aus Wien, Kremnica, Prag (C), Alba Iulia (E), Hall (F), Baia Mare (G), Günzburg und Mailand (nur ganze), Viertelkronentaler der Jahrgänge 1792–1797 aus Wien, Kremnica, Prag, Alba Iulia und Baia Mare. Kronentaler mit dem Münzstättenzeichen M und der Jahreszahl 1800 wurden noch bis 1812 hergestellt. Mindestens 30 Mio. Kronentaler prägte England zur Unterstützung seines Alliierten Österreich.

## Süddeutsche Fürsten

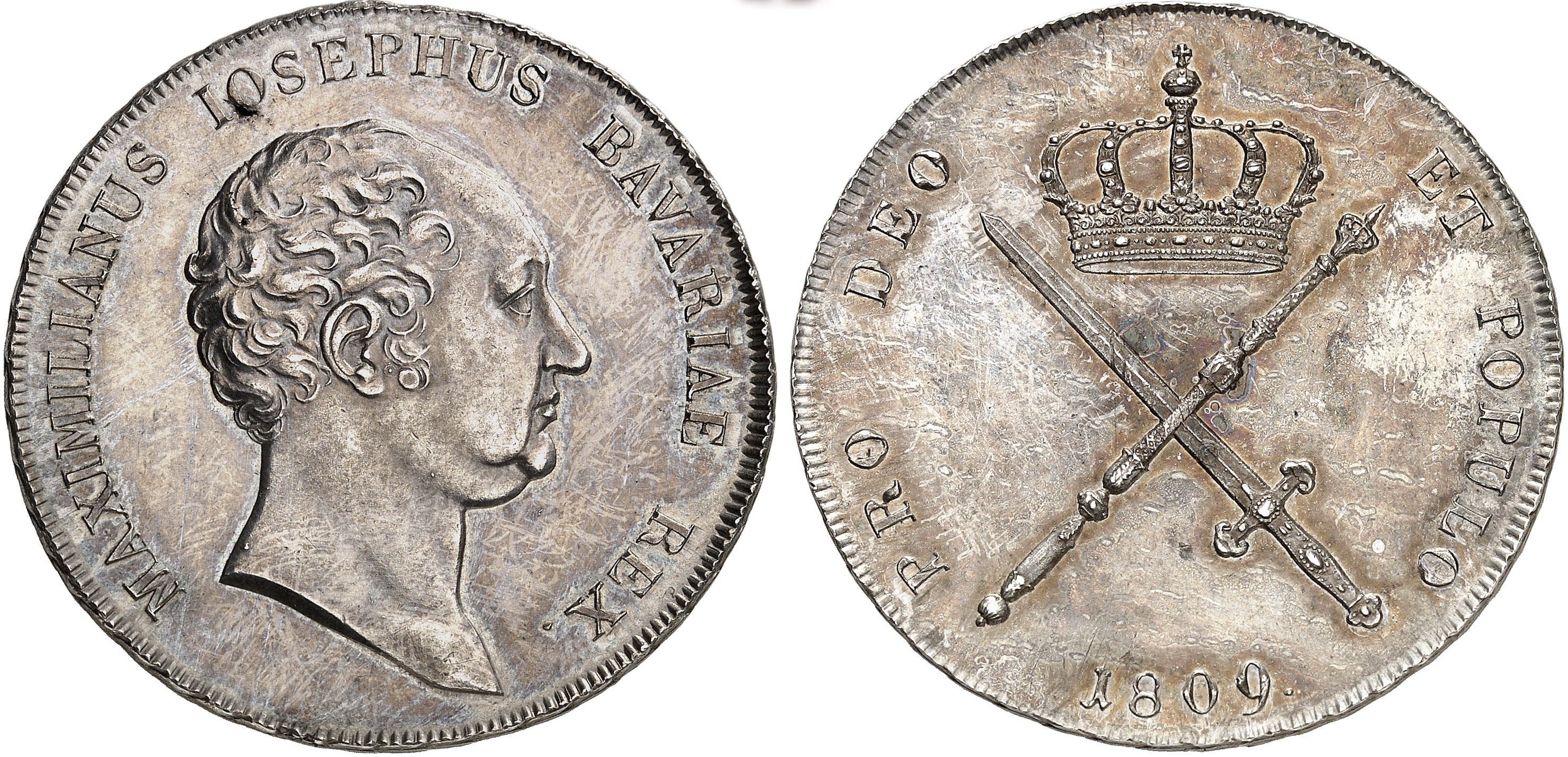
Maximilian I. Joseph von Bayern: Kronentaler 1809, Probe.

Die süddeutschen Fürsten münzten nach dem 24-Gulden-Fuß (1 Kölner Mark Silber = 24 Gulden), Österreich nach dem 20-Gulden-Fuß. Entsprechend wurde der Kronentaler 1793 in Süddeutschland mit 2 Gulden 42 Kreuzer bewertet gegenüber 2 Gulden 15 Kreuzer in Österreich (Konventionstaler: 2 Gulden 24 Kreuzer in Süddeutschland, 2 Gulden in Österreich). Der Kronentaler behielt in Süddeutschland seine Bedeutung als Zahlungsmittel, auch nachdem Österreich dessen Produktion eingestellt hatte. Darum begannen die Fürsten, ihn in veränderter Gestalt im eigenen Land zu prägen (so in Bayern 1809, Württemberg 1810, Baden 1813, Nassau 1816, Hessen-Darmstadt 1819). Wie beim Gulden führte aber das von Staat zu Staat leicht differierende Gewicht der Mark zu Unterschieden im Silbergehalt.
Um die abgenutzten halben und Viertelkronentaler zu ersetzen, schufen Bayern, Württemberg, Baden, Hessen-Darmstadt, Nassau und Frankfurt darum 1837 mit dem Münchner Münzvertrag einen einheitlichen Gulden nach dem 24½-Gulden-Fuß mit einem Feingehalt von 900 und einem Raugewicht von 10,61 g. Den seither nicht mehr geprägten Kronentaler ersetzten ab 1845 Doppelgulden. 1846 zirkulierten in Süddeutschland aber immer noch ca. 62 Mio. Kronentaler, wovon 10 Mio. brabantische, 41 Mio. österreichische, 9 Mio. bayerische und 2 Mio. von anderen süddeutschen Staaten. Auch in der Schweiz blieb der „Brabänter“ bis zur Münzreform von 1850 im Umlauf. Im Deutschen Kaiserreich wurde er 1874 außer Kurs gesetzt. Die Einlösung erfolgte zu 2 Gulden 42 Kreuzer bzw. 1 Taler 16¼ Silbergroschen.